# Jun’ya Tanaka (Fußballspieler, 1987)
Jun’ya Tanaka (jap. 田中 順也, Tanaka Jun’ya; * 15. Juli 1987 in Tokio) ist ein japanischer Fußballspieler. 

## Karriere

### Verein
Jun’ya Tanaka erlernte das Fußballspielen in der Jugendmannschaft von Mitsubishi Yowa sowie in der Universitätsmannschaft der Juntendo-Universität. Von August 2009 bis Januar 2010 wurde er von der Universität an den Erstligisten Kashiwa Reysol ausgeliehen. Nach der Ausleihe wurde er von Kashiwa fest verpflichtet. Der Verein aus Kashiwa spielte in der Saison 2009 in der ersten Liga, der J1 League. Am Ende der Saison musste er mit dem Verein in die zweite Liga absteigen. 2010 feierte er mit Kashiwa die Meisterschaft der zweiten Liga und stieg direkt wieder in die erste Liga auf. 2012 gewann er den Kaiserpokal, 2013 den J.League Cup. Bis Mitte 2014 stand er bei Kashiwa unter Vertrag. Für den Klub absolvierte er insgesamt 129 Ligaspiele. Im Juli 2014 wechselte er nach Europa. Hier unterschrieb er in Portugal einen Vertrag bei Sporting Lissabon. Mit dem Verein aus Lissabon spielte er 20-mal in der ersten Liga, der Primeira Liga. 2016 wurde er an seinen ehemaligen Verein Kashiwa Reysol ausgeliehen. 2017 unterschrieb er einen Vertrag beim japanischen Erstligisten Vissel Kōbe in Kōbe. Mit Vissel gewann er 2019 den Kaiserpokal. 2020 ging er mit Vissel als Sieger im Supercup vom Platz. Nach 93 Ligaspielen und 13 geschossenen Toren wechselte er im Januar 2022 nach Gifu zum Drittligisten FC Gifu.

### Nationalmannschaft
2012 gab er sein Debüt in der japanischen Nationalelf. Bis Oktober 2014 bestritt er 4 Länderspiele.

## Erfolge
Kashiwa Reysol
- Japanischer Zweitligameister: 2010
- Japanischer Pokalsieger: 2012
- Japanischer Ligapokalsieger: 2013
- Japanischer Supercup-Sieger: 2012

Vissel Kōbe
- Japanischer Pokalsieger: 2019
- Japanischer Supercup-Sieger: 2020